# Марай (Абатский район)
Марай — посёлок в Абатском районе Тюменской области России. Входит в состав Ленинского сельского поселения.

## География
Посёлок находится в юго-восточной части Тюменской области, в лесостепной зоне, в пределах Ишимской равнины, на расстоянии примерно 27 километров (по прямой) к юго-юго-западу (SSW) от села Абатское, административного центра района. Абсолютная высота — 128 метров над уровнем моря.

### Часовой пояс
Марай, как и вся Тюменская область, находится в часовой зоне МСК+2. Смещение применяемого времени относительно UTC составляет +5:00.

## Население
| 1989 | 2002 | 2010 |
| ---- | ---- | ---- |
| 65   | ↗80  | ↘46  |

Гендерный состав
По данным Всероссийской переписи населения 2010 года в гендерной структуре населения мужчины составляли 43,5 %, женщины — соответственно также 56,5 %.
Национальный состав
Согласно результатам переписи 2002 года, в национальной структуре населения русские составляли 95 % из 80 чел.

## Инфраструктура
В посёлке функционирует фельдшерско-акушерский пункт.

## Улицы
Уличная сеть посёлка состоит из двух улиц.